# Alfonso Martínez de Irujo i Fitz-James Stuart

Escut del Duc d'Híxar

Alfonso Martínez de Irujo y Fitz-James Stuart (Madrid, 22 d'octubre de 1950) és un aristòcrata espanyol. Ostenta els següents títols nobiliaris:
1. XVIII Duc d'Híxar (02/04/2013).
2. XVIII Marqués d'Orani (02/04/2013).
3. XVIII Comte d'Aranda (02/04/2013).
4. XXVI Comte de Ribadeo (02/04/2013).
5. XVII Comte de Guimerà (02/04/2013).
6. XIX Comte de Palma del Río (02/04/2013).

## Biografia
És el segon dels sis fills de Luis Martínez de Irujo y Artázcoz i Cayetana Fitz-James Stuart, XVIII Duquessa d'Alba de Tormes.
És llicenciat en ciències econòmiques en la Universitat Complutense de Madrid i encarregat, junt al seu germà Carlos, de la situació financera de la Casa. Va viure a París, a on treballar per a la banca Morgan. És patró de la Fundación Casa de Alba. A Espanya treballar pel Banc Saudí i més tard presidir l'Institut d'Empresa, del qual avui és el president d'Executive Education. Actualment realitza activitats a la Diputación Permanente y Consejo de la Grandeza de España.
És concertista de guitarra clàssica.
En el repartiment previ de l'herència de la seva mare, a Alfons li corresponguer el castell de El Tejado, situat en Calzada de Don Diego (segle XIV).